# Cumlosen
Cumlosen è un comune di 717 abitanti del Brandeburgo, in Germania.
Appartiene al circondario (Landkreis) del Prignitz (targa PR) ed è parte della comunità amministrativa (Amt) Lenzen-Elbtalaue.

## Geografia antropica

### Suddivisioni amministrative
Il territorio comunale comprende 4 centri abitati (Ortsteil):
- Cumlosen (centro abitato)
- Motrich
- Müggendorf
- Wentdorf